# 2007 في الأوروغواي
فيما يلي قوائم الأحداث التي وقعت خلال عام 2007 في الأوروغواي.

## سياسة

### تعيين في المنصب
- 1 يناير – لويس ألماغرو سفير أوروغواي لدى الصين [الإنجليزية]‏.

## رياضة
- 18 أغسطس – الدوري الأوروغواياني لكرة القدم 2007–08 الفائز ديفينسور سبورتينغ.

## وفيات

### يناير
- 1 يناير – كلاوديو سيلفيرا سيلفا (مواليد 1939) نحات أوروغواياني.

### فبراير
- 26 فبراير – راؤول ألونسو دي ماركو (مواليد 1934)

### مارس
- 15 مارس – بيدرو كوبيلا (مواليد 1933) لاعب كرة قدم أوروغواياني.

### سبتمبر
- 8 سبتمبر – خوان دانييل كارديلينهو (مواليد 1942) لاعب كرة قدم الأوروغواي.

### أكتوبر
- 26 أكتوبر – إدغاردو غونزاليس (مواليد 1936) لاعب كرة قدم أوروغواياني.